# Pont de Lajous
Le pont de Lajous est un pont français situé sur l'Arize, à Rieux-Volvestre, dans la Haute-Garonne.
Il fait l'objet d'une protection au titre des monuments historiques.

## Localisation

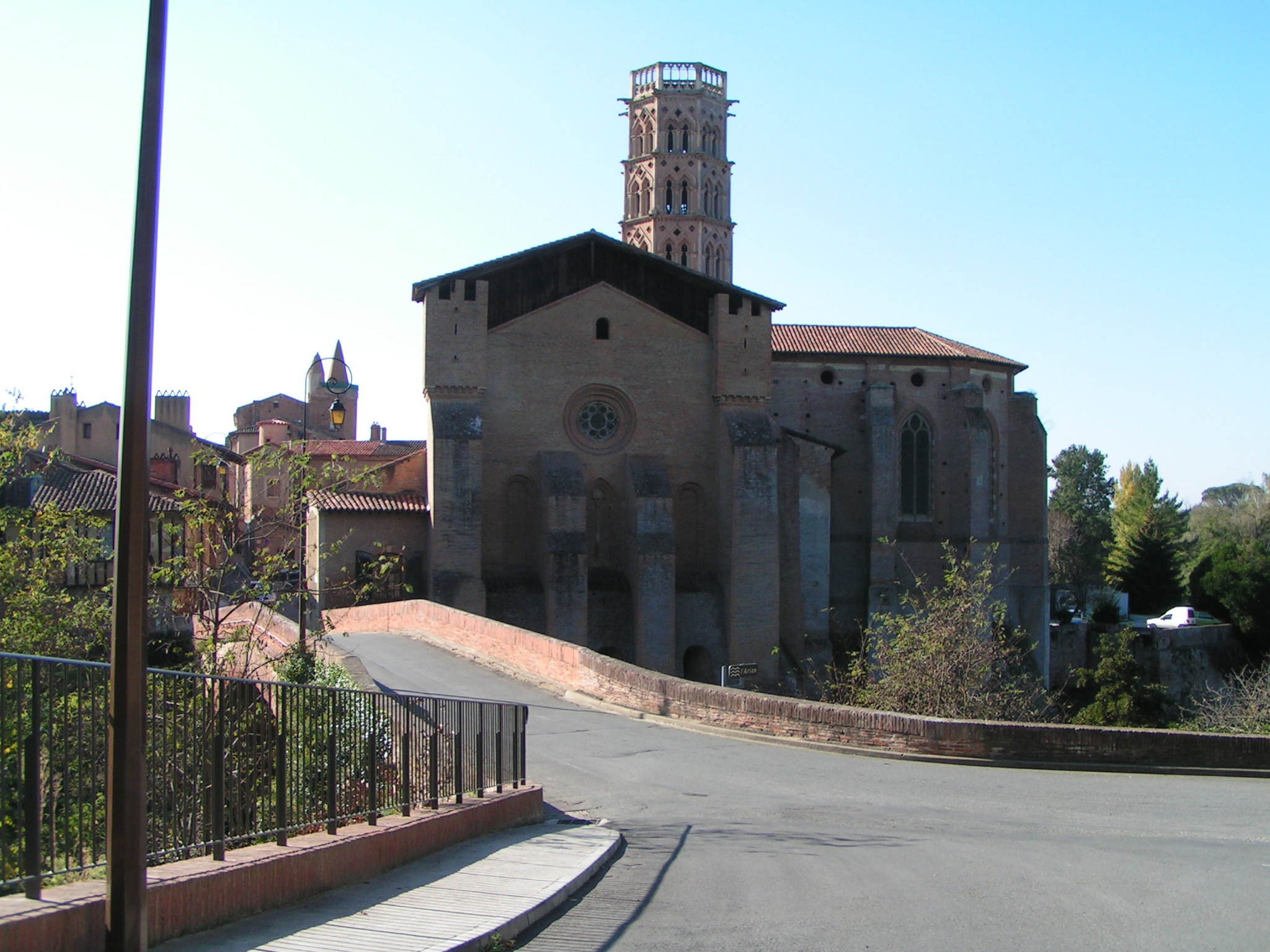
Le pont de Lajous mène à l'ancienne cathédrale de Rieux.

Le pont de Lajous franchit l'Arize dans la Haute-Garonne, à l'est de la cité de Rieux, juste à côté de l'ancienne cathédrale de la Nativité-de-Marie.

## Historique et architecture
À l'origine, le pont de Lajous permettait de relier la cité de Rieux, dans le méandre de l'Arize, au château féodal de la Casterette situé en rive droite.
Il est dans un état lamentable au début du XVIIe siècle avec son arche détruite. Sa reconstruction est confiée en 1620 à l'architecte Pierre Monge. Celle-ci s'achève en 1683. Il fait l'objet d'une restauration en 1785.
D'une seule arche en anse de panier longue de 25,90 mètres et édifié en briques, le pont présentait de chaque côté une porte qui n'existe plus au XXIe siècle.
Il est inscrit au titre des monuments historiques le 11 avril 1950.

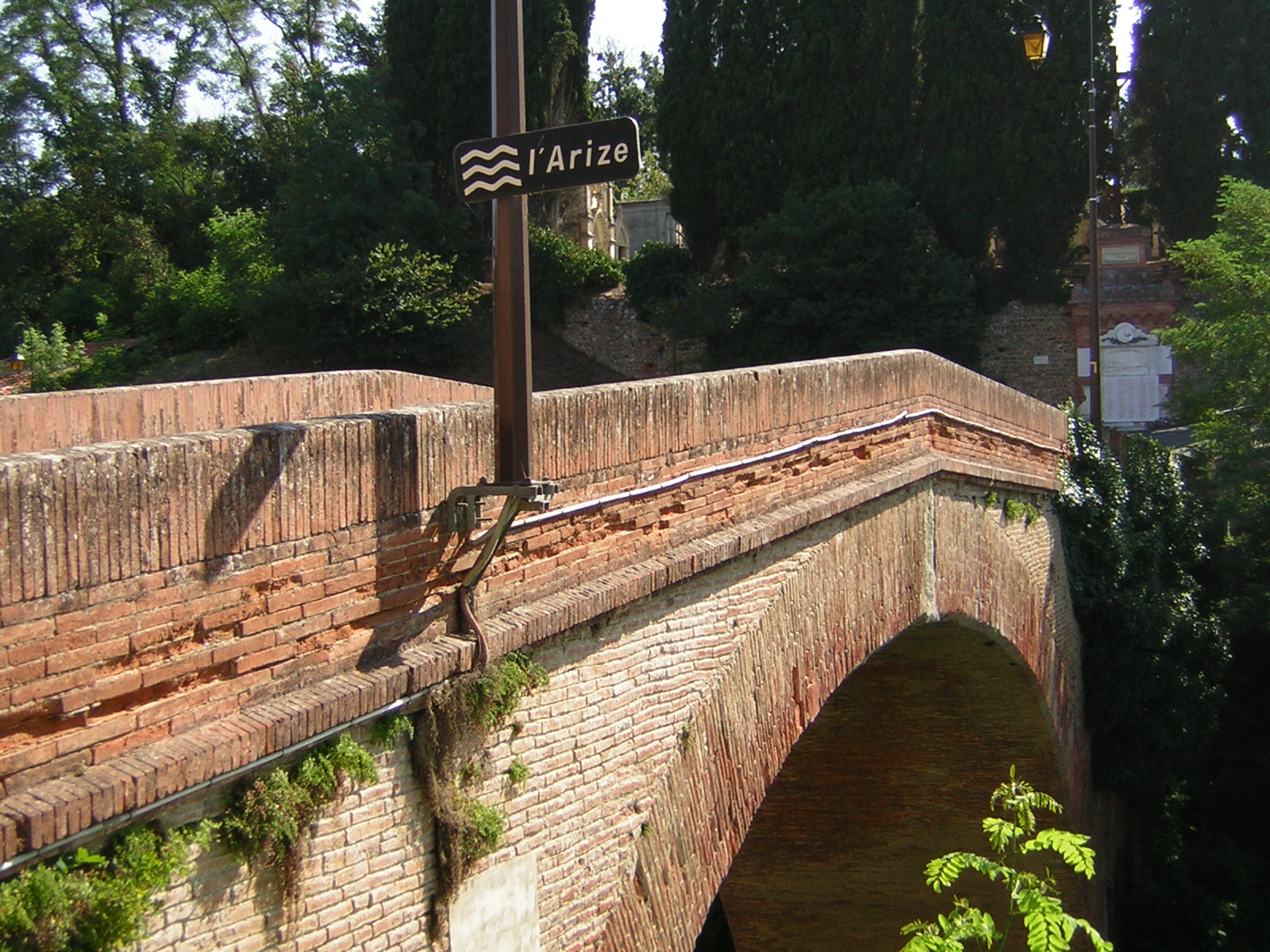
Les briques du pont de Lajous.